# アーロンチェア

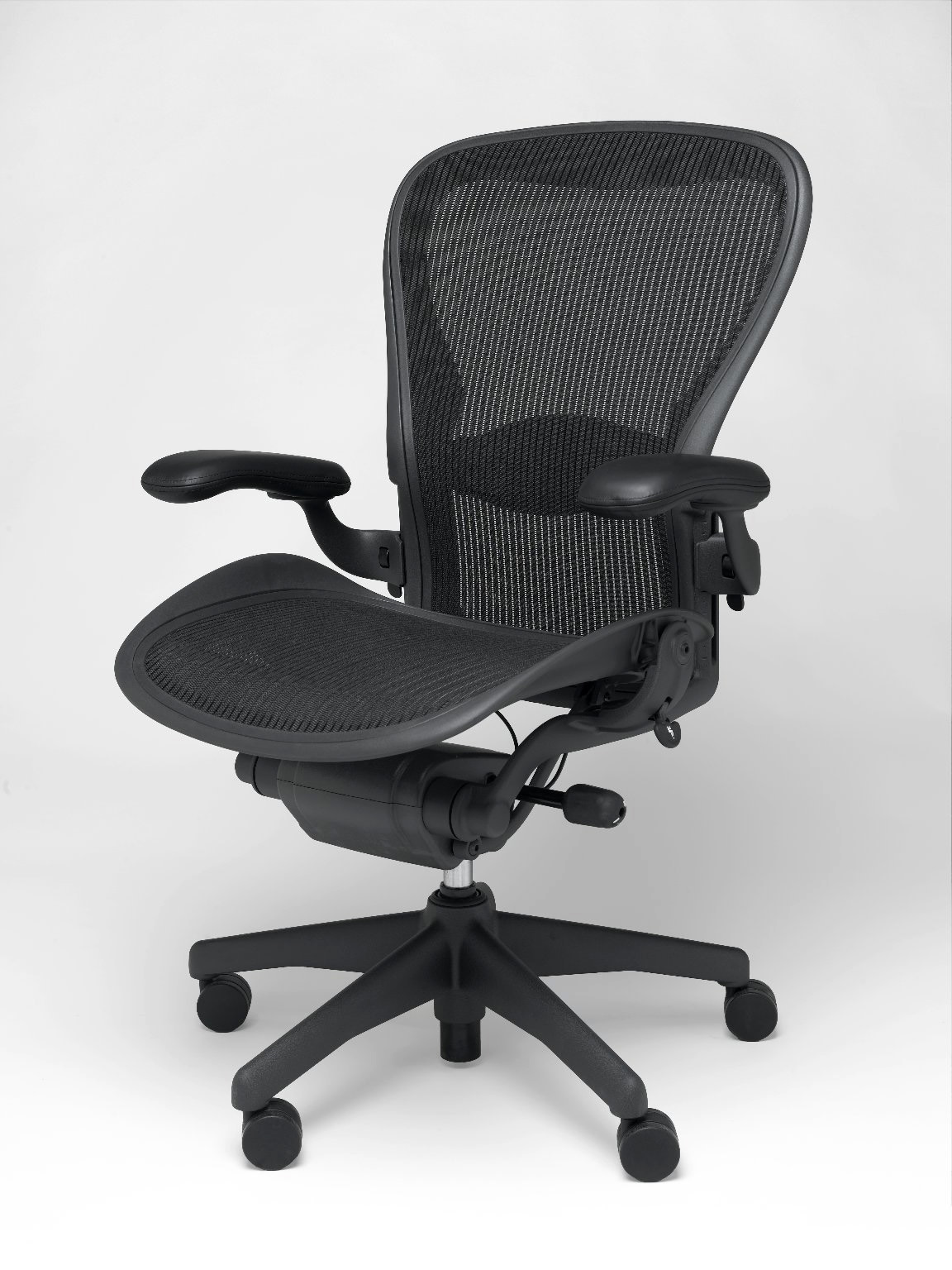
ランバーサポートタイプのアーロンチェア。

アーロンチェアとは、1994年にDon Chadwick、Bill Stumpfらによってデザインされた、ハーマンミラー社の高機能デスクチェアである。
アーロンチェアは人間工学に基づいて設計されており、その多機能さやデザインセンスの良さから、高価格の高機能チェアの中でもアーロンチェアは、日本において最も知名度の高いデスクチェアの一つである。
1990年代後期から2000年代初頭におけるインターネット・バブルの象徴であり、ビジネスの成功者や名士のオフィスに、さりげなくアーロンチェアが部屋に置かれたグラビアなどが多数みられた。
雑誌「ニューヨーク」の2006年の記事では、アーロンチェアを「ドットコムの玉座」と呼称した。その一方で、アメリカのITバブル崩壊後、アーロンチェアを使用していた企業の倒産や業務縮小などに伴い、中古家具市場などにアーロンチェアが山のように放出され、「IT企業の墓場を連想させる」との感想も書かれた。
2016年には累計700万台、2023現在には累計800万台のアーロンチェアを販売しており、ハーマンミラーでは毎年100万台以上のチェアが生産されている。

## 概要

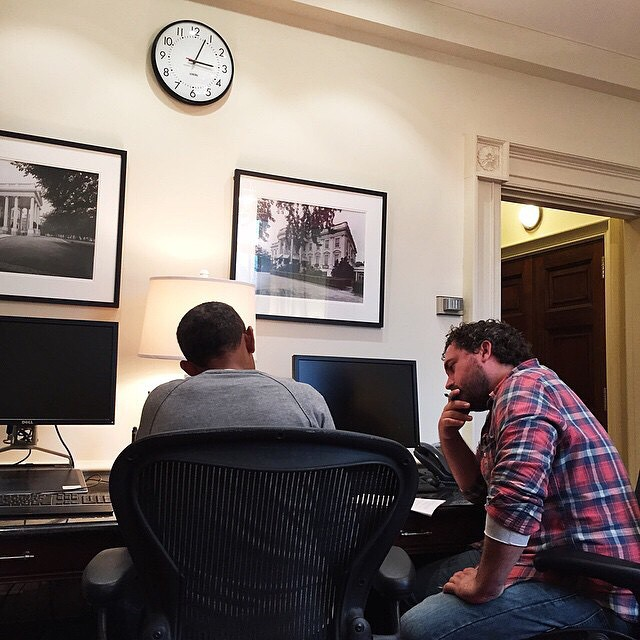
一般教書演説を執筆中のバラク・オバマ大統領。アーロンチェアに座っている（2015年）。

### 機能面
アーロンチェアは人間工学に基づいた椅子であり、多数の人々から非常に快適と評価されている。その理由として、ユーザーの体型・使用環境に応じて細かく調整できるカスタマイズ機能が挙げられる。これにより、一般的な体格である99%の成人であれば男女を問わず快適なデスクワーク環境を実現することができる。
実際にアーロンチェアに座ると、トランポリンのような弾力のある座面に加え、一般の低価格チェアにはないフワリとした不思議な感覚のリクライニング機能を体感できる。それと同時にしっかりと骨盤を受け止める構造となっており、長時間座っても疲れにくくなっている。
前傾対応モデルでは、前傾しても背骨がまっすぐに維持されたまま机に向かえるため、肩こり・腰への負担が少なく疲れにくい。また、太ももが自然に斜め下方向に伸びて、座面によって血流を損ないにくいため、下半身への疲れも軽減できるようになっている。
さらにメッシュ素材の座面を採用したことにより、夏場でも蒸れることなく快適に座ることができる。また、回転時やリクライニング時においてもガタつきのないしっかりした構造となっている。
アーロンチェアは「高機能オフィスチェア」であり、利用者の体型にフィットした製品を利用することを前提としており、また前傾時のワークスタイルを支援するのが狙いとされている。
長時間のデスクワーク作業を強いられる職業（デザイナー、漫画家、小説家）や、慢性的な肩こりや腰痛などの持病をもつ患者などに支持され、創作の入門書などでも推薦されている。
企業がオフィス単位で導入する事例もある。

### 評価
現在では、画期的なデザインのためニューヨーク近代美術館において、「永久コレクション」としての地位を獲得している。この椅子のための市場開拓に際しての障害について、Malcolm GladwellのBlinkに記載されている。
日本にて、通商産業省による1996年度グッドデザイン賞のグッドデザイン金賞のオフィス・店舗用品部門を受賞している。さらに2011年には、グッドデザイン賞の特別賞、ロングライフデザイン賞をも受賞した。

### 保証
ハーマンミラーおよびハーマンミラーの正規販売代理店から直接購入後には、「12年間の保証期間」が設けられており、劣化・消耗部品の多くが無償修理・交換の対象となっている（オークションなどの個人売買は保証対象外）。
椅子自体の耐久性も高く、三雲岳斗は数度のメンテナンスで25年間使用できているという。

## アーロンチェアの開発

### 開発
アーロンチェアの開発は、ハーマンミラー社がデザイナーのドン・チャドウィックとビル・スタンフを雇った1970年代後半に始まった。
彼らは、高齢者向けの住宅や医療現場でよく使われていた「レイジーボーイ社のリクライニングチェア」の欠点を改善した椅子の設計を模索し、1988年に「サラチェア」と呼ばれるプロトタイプを完成させた。しかし、ハーマンミラーは「サラチェアが商業的に成功する見込みが低い」と判断してキャンセルし、彼らにオフィスチェアの設計を依頼した。
チャドウィックによると、ハーマンミラー社から彼らに与えられた任務は、8時間労働に理想的な椅子を設計することではなく、同社の以前のベストセラーのオフィスチェアをアップデートすることだった。彼は「私たちは概要を与えられ、基本的に次世代のオフィスチェアを設計するように言われた」という。
彼らは、長時間コンピューターで作業する専門家のために、シートとチェアの背もたれを同時に動かすセミリクライニング機構など、サラチェアからいくつかのデザインコンセプトを引き継いだ。
初期のプロトタイプにはフォームと布張りが含まれていたが、それらは「ペリクル」と呼ばれるメッシュ生地に置き換えられた。ペリクルは、ユーザーにとってより成形しやすく、通気性に優れていることがわかった。このコンセプトは、床ずれを防ぐためにサラチェアから引き継がれたものである。
ハーマンミラー社のマーケティング部門は、当初、布張りのない椅子を販売することに不安を感じていたが、同社はデザインを承認した。

### アーロンチェア クラシック
アーロンチェアは1994年10月に発表され、価格は1,000ドルだった。
ギリシア語の「エアロ」を語源に、「空気が通り抜ける椅子」の意味で名づけられた。また、ケルト神話の神「アエロン (アグロナ)」にちなんで名付けられたとも伝えられている。これは「大虐殺の川の女神」を意味する一方で、「輝きの女王」を意味していたともされる。
吊り下げ式の「ペリクル」メッシュシートと背もたれは、ガラス繊維強化プラスチックのフレームに成形されている。アーロンチェアはリサイクル素材で作られており、椅子自体の94パーセントがリサイクル可能である。サイズはA、B、Cの3種類が用意されており、当初は高さ調節可能なランバーサポートパッドが付属していた。
2002年には、腰部サポートを改善するために、ポスチャーフィットと呼ばれる最新の人間工学的サポートシステムが導入された。 2005年には、高さ調節のために緩めるアームがダイヤルからレバーに変更された。
バリエーション展開として、平らなベースを備えた車輪のないバージョンの「アーロン サイドチェア」と、フットレストを備えたより高いバージョンの「アーロンス ツール」が販売された。

### アーロンチェア リマスタード
2016年、ハーマンミラー社は、「アーロンチェア リマスタード」と名付けられたこの椅子の再設計バージョンをリリースし、後に単に「アーロン」として販売・宣伝された。チャドウィックがこの改良版のデザインに貢献し、スタンフは2006年に死去した。
このリマスター版には、改良されたサスペンションシステム、より優れた背骨サポート、再設計された高密度メッシュ、再設計された傾斜機能が含まれている。以前はアルミニウムだった一部の部品はプラスチックに変更された。
元のオリジナル版には、「アーロンチェア クラシック」というレトロニックネームが付けられた。

## 特徴

### バージョン
アーロンチェア (フル装備)
ポスチャーフィット(もしくはランバーサポート)、前傾チルト、可動する肘掛け……などすべての機能を含んだもの。2024年現在、メーカー公式サイトやネットショップなどでは希望小売価格の約25万円程度、セール時には10～20％オフの約20～22.5万円程度で販売されている。
アーロンチェア ライト
フル装備のバージョンとは異なり、「肘掛けを固定にしたもの」「肘掛けのないもの」から選択できるようになっており、「前傾チルト機能」が省かれている。フル装備のおよそ半額の12万6500円と、低価格化を図っている。
アーロンチェアの最大のメリットである細かな調整ができないため、個人用の高機能オフィスチェアというより、接客スペースや打ち合わせスペースなどの「不特定多数での使用」が想定されたバージョンと言える。
2022年9月30日をもって新規受注が停止。以降は、アーロンチェアのカスタマイズ注文によって同等のものを注文できるが、販売価格は上記とは異なるものとなっている。
アーロンスツール
二段階の高さから選べるスツール(足置き)を採用したバージョン。別売りオプションとしても用意されている。
アーロンサイドチェア
肘掛とキャスターを排したバージョン。

### 本体カラーと素材
一般的な椅子に見られるような、布と綿を用いたクッションは用いられていない。その代わりに、ペリクルと呼ばれる網目状で柔軟性のあるメッシュが座席部分と背もたれに使用されている。このため通気性が非常によく、長時間にわたって作業をしていても蒸れたりすることがない。欠点としては冬場に寒く感じることがある点であるが、座布団を敷くなどの対策をしているユーザーもいる。
本体カラーと素材は、下記の4種類のカラーが用意されている。このうち定番カラーとされているのは、「グラファイト」である。オニキスのブラック色に比べて多くのオフィスに馴染みやすく、細部にわたって陰影が分かりやすく見栄えがするというメリットがある。「ミネラル」はオフィスや女性の部屋にも馴染みやすく、明るくモダンなイメージにすることができる。
- オニキス ……… (濃いブラック色)
- グラファイト … (薄いブラック色)
- カーボン ……… (濃いグレー色)
- ミネラル ……… (薄いグレー色)

### サイズ
サイズ別で大中小の3種類が販売されていることが挙げられる。サイズは背もたれ上部の取っ手の下にある、小さい点の数（1,2,3）で確認できる。異なるサイズがあることでより自分にフィットしたチェアを選択することができるため、疲労を感じる事なく作業をすることができる。
日本人の場合にはA/Bサイズが1:3くらいの比率で販売されており、成人の場合には多くの場合「Bサイズ」が標準といえる。この3種類のサイズにより、ほぼ99%の成人をカバーできるとされる（A～Bサイズでは、およそ95%ほどの成人をカバーするとされている）。日本ではA/Bサイズのみが常時販売されている。
ゆったりと座りたいという理由で、Cサイズを選択するユーザーもいる。Cサイズを購入する場合は「米国からの取り寄せ」となるため、納品まで3ヶ月前後かかる場合がある。
- Aサイズ（小）　145～165センチ（小柄な女性）　体重55キロ未満
- Bサイズ（中）　160～185センチ（普通の男女）　体重50～80キロ前後
- Cサイズ（大）　180～200センチ（大柄な男性）　体重75キロ以上

### 機能
ランバーサポート
フル装備の際に選択可能な、骨盤支持システム。表裏を裏返すことで2種類の厚さを変更することができる。
ポスチャーフィット
ランバーサポートから進化した、骨盤サポート機能。
ポスチャーフィットSL
リマスタードで採用された、ポスチャーフィットから進化した機能。SLとは仙骨（Sacrum）と腰椎（Lumbar）それぞれの頭文字からとられており、名前の通りそれぞれのサポート範囲として組み込まれたの。
前傾チルト
フル装備の際に選択できるオプション。前方に5度ほど傾斜させることで、正しい背骨の角度を保ったままデスク作業などが可能となり、疲れづらくなり腰への負担が少なくなる。また、絵などを描く際にもできるだけ真正面から見やすくなり、デッサンが崩れにくくなる。

## 問題点
価格帯
2024年現在、アーロンチェア リマスタードはおよそ25～30万円程度 (アーロンチェア ライトは12.5万円程度)の市場価格であり、デスクチェアとしてはかなり高価な商品である。しかし、アーロンチェアには『12年の長期保証』があるため、日常的にデスク作業をして使用する者にとっては長期的なコストパフォーマンスは高く、144か月で月換算すると1740～2100円程度 (ライトは870円程度)となる。
リクライニングがロックできない
アーロンチェアは「ワークチェア」であり、デスク作業するためのチェアである。そのため、長時間リクライニングして休むための機能は採用しておらず、疲れて休むときにはベッドで寝るか、ソファーなどで休むことが推奨されている。
ヘッドレストが無い
アーロンチェアは作業用の側面が大きいため、ヘッドレストが無く、リクライニングした場合には首に負荷が発生する。そのため、他社から「後付けヘッドレスト」が発売されており、これを利用するユーザーも少なくない。
背中・座面が寒い
背面・座面がメッシュであるため、冬場は寒く感じる事がある。その場合には、ブラケットなどの布を一枚掛ける事で解決できる。また、座面と肘掛けの調整も兼ねて、ザブトンを自作して使っているユーザーがいる他、他社からアーロンチェア専用のクッションが販売されている。
姿勢を崩せない
デスク作業用のチェアであるため、自動車のシートのように腰をしっかり保持するデザインになっており、趣味で遊んだりする際に姿勢を崩して座るような用途には向いていない。

## アーロンチェアが登場する作品
現代では経営者、作家などが利用しているため、フィクションにも登場している。

### 映画
- 2003年　ターミネーター3 [7]
- 2006年　NANA2 [8]
- 2006年　007 カジノ・ロワイヤル [9]
- 2006年　ハードキャンディ
- 2010年　ソーシャル・ネットワーク [10]
- 2013年　ホワイトハウス・ダウン [11]
- 2013年　パワー・ゲーム[12]
- 2016年　シビル・ウォー/キャプテン・アメリカ [13]
- 2018年　亜人[14]
- 2019年　キャプテン・マーベル
- 2021年　ファイナル・プラン[15]

### 海外ドラマ
- 2004年　Dr.HOUSE
- 2007年　ビッグバン★セオリー/ギークなボクらの恋愛法則

### テレビドラマ
- 2011年　TOKYO コントロール - 主幹管制官のチェアとして使用された。
- 2012年　悪夢ちゃん - 研究室において置かれていた。
- 2013年　安堂ロイド - 主人公の沫嶋の座っていた。
- 2014年　ヒガンバナ〜女たちの犯罪ファイル - 七課の刑事・来宮渚が座っていた。
- 2015年　銭の戦争
- 2015年　下町ロケット - 神谷弁護士の自室チェアとして登場。
- 2016年　逃げるは恥だが役に立つ - 主人公の津崎平匡が書斎で使っている。
- 2017年　セシルのもくろみ - 編集長の椅子として登場。
- 2019年　新しい王様 - 登場する経営者たちの椅子として登場。
- 2021年　会社は学校じゃねぇんだよ - 軌道に乗った主人公の会社のチェアとして登場。
- 2023年　トリリオンゲーム - 主人公ハルが、相棒のガクに贈ったチェアとして登場。
- 2024年　沈黙の艦隊 - 米軍太平洋艦隊司令官のチェアとして登場[16]。

### アニメ
- 1989年　シンプソンズ - アーロンチェアに座った神様が登場した[17]。
- 2016年　君の名は。 - 主人公である「青年時代の立花瀧」の自室に置かれている[18]。

### 漫画
- 2006年　咲-Saki- - 原村和の自室のチェアであり、全国大会編でも使われている。
- 2018年　異世界おじさん - 主人公のおじさんは、アーロンチェアらしき椅子に座っている。
- 2020年　推しの子 - 第45話で脚本家、第48話で漫画家、第69話では有馬かなが使用している[19]。
- 2021年　トリリオンゲーム - 主人公ハルが、相棒ガクのために贈った椅子として登場する。

## 競合製品
ハーマンミラー社
- エンボディチェア
- セイルチェア
- フリーダムチェア
- ミラチェア
- コスムチェア

エルゴヒューマン
- エルゴヒューマン

オカムラ社
- コンテッサ
- バロン
- シルフィ

スチールケース
- リープチェア

クノール
- リジェネレーション